# Shake Your Bon-Bon
Shake Your Bon-Bon è un singolo del cantante portoricano Ricky Martin, pubblicato il 12 ottobre 1999 come terzo estratto dal quinto album in studio Ricky Martin.

## Video musicale
Il video del singolo è stato diretto da Wayne Isham, ed ha ottenuto una nomination come "miglior video maschile" all'MTV Video Music Award nel 2000, premio poi andato ad Eminem con "The Real Slim Shady".

## Tracce
CD Singolo (Stati Uniti)
1. Shake Your Bon-Bon – 3:12
2. Almost A Love Song – 4:40

CD Singolo (Regno Unito)
1. Shake Your Bon-Bon – 3:12
2. Livin' la vida loca (Track Masters Remix) – 3:46
3. Maria (12" Club Mix) – 5:50

CD Maxi (Europa)
1. Shake Your Bon-Bon (Album Version) – 3:12
2. Shake Your Bon-Bon (Eddie's Rhythm Radio Mix) – 4:53
3. Shake Your Bon-Bon (Almighty Mix) – 7:21
4. Shake Your Bon-Bon (Eddie's Club Radio Edit) – 3:53

CD Maxi (Australia)
1. Shake Your Bon-Bon – 3:12
2. Shake Your Bon-Bon (Eddie' s Club Radio Edit) – 3:53
3. Shake Your Bon-Bon (Eddie' s Rhythm Radio Mix) – 4:53
4. Ay, Ay, Ay It's Christmas – 3:03

## Classifiche

### Classifiche settimanali
| Classifica (1999-00) | Posizione massima |
| -------------------- | ----------------- |
| Australia            | 27                |
| Finlandia            | 6                 |
| Irlanda              | 22                |
| Nuova Zelanda        | 10                |
| Paesi Bassi          | 45                |
| Regno Unito          | 12                |
| Spagna               | 11                |
| Stati Uniti          | 22                |

### Classifiche di fine anno
| Classifica (1999) | Posizione |
| ----------------- | --------- |
| Australia         | 89        |